# Вишапакар
Вишапакар познати и као вишап камење, вишап стеле, „змијско камење“, „змајево камење“, карактеристични су монолити који се налазе у великом броју на Јерменском висоравни, у природним и вештачким барама и другим изворима воде. Обично су исклесане од једног комада камена, у облике налик на цигаре са рибљим главама или змијама. Наводно су то слике вишапа, воденог змаја из јерменског фолклора. Постоји око 150 познатих вишапских стела, од којих се 90 налази у Јерменији.

## Локација
Налази се у Гегамским планинамама у Јерменији, на североисточној обали језера Севан, на падинама планине Арагац, у долини реке Корух, као и на другим местима где су се у давна времена обожавали камење Вишап. Очигледни су са "Вишап" именима. Исклесане су од масивног камена (највећи је висок 5,06 м), у облику рибе, са змијом, биком, овном, родом и др., као и скулптуре птица, најчешће постављене у фонтане, канале, резервоаре и вештачка језера у близини. Може се претпоставити да су ове плоче подржавале пољопривреду и наводњавање, обожавањем личних божанстава воде.

## Откриће и истраживање
Вишапе је увео јерменски писац Атрпет 1880. године. Његов рад је објављен 1926. Године 1909, када су Николас Мар и Јаков Смирнов посетили јерменски храм Гарни ради палеонтолошког ископавања, локални становници су чули приче о Вишапима који су живели у високим планинама. Научници су организовали експедицију, попели се на планине Гегам, да би потврдили постојање Вишапа и да ли имају неки научни значај или не. Налази у планинама Гегам објављени су 1931.
Научници су у планинама открили мегалитне камене скулптуре, које су Јермени звали „Вишап“, а углавном су биле у облику рибе. Највећи Вишап био је висок 4,75 м, а широк 55 цм. Године 1909. сви Вишапи су уништени, а један део затрпан у земљу.
Убрзо су друге експедиције које су организоване на планинама Гегам пронашле више Вишапа. Године 1910. Николас Мар и Јаков Смирнов су већ пронашли 27 сличних мегалитских скулптура. Било је сличних Вишапа откривених у јерменском језеру Севан, јужној Грузији, и савременој источној Турској (историјска Западна Јерменија).

## Датум
Посебно је тешко одредити колико су стари Вишапи. Споменици су удаљени од насеља, чија би радиокарбонска анализа органских остатака омогућила да се утврди приближна старост.
На џиновској јурти премијерно Вишап који је пронађен, постојале су слике крста и јерменских слова из 13. века. Положај крста и списи показују да је у 13. веку вишап још увек био у усправном положају. 1963. године, у области Гарни, ископан је Вишап, који је имао натпис Аргиштија И од Урартуа (8. век пре нове ере).
Направљено је поређење са мегалитима пронађеним на Северном Кавказу и Европи . Такође постоје сличности са споменицима пронађеним у северној Монголији.

## Типологија
Сви налази су уклесани на једном камену, висине 3-5м. Већина Вишапа је у облику рибе која подсећа на сома. У основи, изрезбарени детаљи представљају рибље очи, уста, реп и шкрге. Други део Вишапа је приказан као копитар као што је бик или ован и може представљати жртву, а различити случајеви су приказани само као колци на растегнутој животињској кожи. На другим Вишаповима постоје таласи који симболизују воду, који често излазе из уста бика, дугоногих птица и ретких змија.
Три главне врсте вишапа:
- Форма бика (квадратна, дебела плочаста форма, предња страна је углавном слика главе бика и палих удова)
- Форма рибе (овална, урезана у облику рибе, садржи карактеристике јединствене за анатомију рибе)
- Образац Фисх-Булл (садржи оба облика) [8]

Већина камења Вишапа налази се обореног у хоризонталном положају, лежећи. Међутим, три горе наведене форме су дизајниране и уклесане са свих страна. Репови рибљих облика камења Вишап сугеришу да су и они некада били у стојећем положају.
Вишапи су споменици који се користе за обожавање воде, за које се верује да су блиско повезани са дистрибуцијом воде. Готово сви Вишапи се налазе на местима везаним за планинске изворе или канале. Слично томе, постоје системи за наводњавање које је пронашао Ашкхарбек Калантар на планини Арагац, рукавцима Токхмакаган планине Гегхам, заливу Артаниш и близу насеља Гемерзек. Иако је немогуће прецизно датирати системе за наводњавање, научници су Вишапе повезали са древном плодношћу и обожавањем воде.

## УНЕСКО
Вишапс и културни пејзаж Тиринкатара номиновани су за Унескову светску баштину, а можда и на листу светске баштине УНЕСКО-а.

## Вишап серпент
Истакнуте карактеристике "Вишапа" су да потичу из "воде" и да су "отровне"; Тако су описани као "водени змајеви са отровном пљувачком". Назив би могао да потиче од древног иранског израза ви-шапа, 'који има отровне сокове', који се користи у односу на змије.
Одређена истраживања верују да је Вишап пре свега обожаван као вода, киша и душа која даје богатство, чији је реп способан да створи канале и стазе када удари у Земљу. Вишап је такође виђен као језиво чудовиште које је извор воде и чува благо. Готово сва митологија објашњава божанство или божју руку као узрок Вишапове смрти, која је упила воду, чувано благо и ослободила жртвене девице. Дакле, стари египатски мит сматра Вишапа као моћ таме, коју је победила богиња сунца Ран . Што се тиче јерменског мита, Вахагн, убица змајева, бори се и побеђује у битци против Вишапа. Митови о Вишапској битци проширили су се међу јерменском популацијом као стара народна прича (на пример, Дикран и Азтахаг, Даредевили из Сасуна ). Они су такође имали утицаја у хришћанској књижевности. Према легенди, Вишапова смрт и жртвовање девице спасавају Светог Ђорђа . Друга легенда каже да је Вишап представљен као Сунце, које је лоша и разорна сила, са којом се боре анђели (гром као симбол борбе, муња као бљештави мач арханђела Гаврила, искре као огњена стрела, а дуга као лук).
Према Мануку Абегијану, Вишапи су поклоњени Пантеоновој вољеној богињи Астгику. Што се тиче Григора Гапанцијана, они симболизују бога који умире и васкрсава, Ара Прелепог.